# 山田泰寛
山田  泰寛（やまだ やすひろ、1968年2月13日 - 2013年4月8日）は、広島県広島市南区出身のサッカー選手、サッカー指導者、常葉大学サッカー部監督。

## 来歴
広島市の少年サッカークラブ・大河FCから、静岡県の東海大学第一高校（現・東海大学付属翔洋高校）へ進学。
1986年に早稲田大学に進学し、同大学ア式蹴球部に入部。同年に日本ユース代表に選出され、AFCユース選手権1次予選に出場した。1990年にJSL1部のヤンマーに入団するも、Jリーグ創設に伴い発足した清水エスパルスへ移籍し、左サイドバックとしてプレー。オーバーラップを武器として、1992年から1995年までの間にJリーグ通算31試合に出場した。
引退後、清水スタッフとなり、1996年から1997年まで、清水ジュニアユースのコーチを務めた。
2000年、富士常葉大学開学の際にサッカー部総監督に就任した長谷川健太の元で、同大のサッカー部監督に就任。大学でも非常勤講師として授業を受け持っていた。
2013年、肝臓がんにより死去。

## 所属クラブ
- 東海大学第一高校
- 早稲田大学
- ヤンマー
- 清水エスパルス

## 個人成績
| 国内大会個人成績 | 国内大会個人成績 | 国内大会個人成績 | 国内大会個人成績 | 国内大会個人成績 | 国内大会個人成績          | 国内大会個人成績 | 国内大会個人成績  | 国内大会個人成績 | 国内大会個人成績 | 国内大会個人成績 | 国内大会個人成績 |
| 年度             | クラブ           | 背番号           | リーグ           | リーグ戦         | リーグ戦                  | リーグ杯         | リーグ杯          | オープン杯       | オープン杯       | 期間通算         | 期間通算         |
| 年度             | クラブ           | 背番号           | リーグ           | 出場             | 得点                      | 出場             | 得点              | 出場             | 得点             | 出場             | 得点             |
| 日本             | 日本             | 日本             | 日本             | リーグ戦         | リーグ戦                  | リーグ杯         | リーグ杯          | 天皇杯           | 天皇杯           | 期間通算         | 期間通算         |
| ---------------- | ---------------- | ---------------- | ---------------- | ---------------- | ------------------------- | ---------------- | ----------------- | ---------------- | ---------------- | ---------------- | ---------------- |
| 1990-91          | ヤンマー         |                  | JSL1部           | 14               | 0                         |                  |                   |                  |                  |                  |                  |
| 1992             | 清水             | -                | J                | -                | -                         | 2                | 0                 |                  |                  |                  |                  |
| 1993             | 清水             | -                | J                | 3                | 0                         | 6                | 0                 |                  |                  |                  |                  |
| 1994             | 清水             | -                | J                | 26               | 0                         | 1                | 0                 |                  |                  |                  |                  |
| 1995             | 清水             | -                | J                | 2                | 0                         | -                | -                 |                  |                  |                  |                  |
| 通算             | 日本             | 日本             | J                | 31               | 0                         | 9                | 0\|\|\|\|\|\|\|\| |                  |                  |                  |                  |
| 通算             | 日本             | 日本             | JSL1部           | 14               | 0\|\|\|\|\|\|\|\|\|\|\|\| |                  |                   |                  |                  |                  |                  |
| 総通算           | 総通算           | 総通算           | 総通算           | 45               | 0\|\|\|\|\|\|\|\|\|\|\|\| |                  |                   |                  |                  |                  |                  |